# Jack White (muzician)

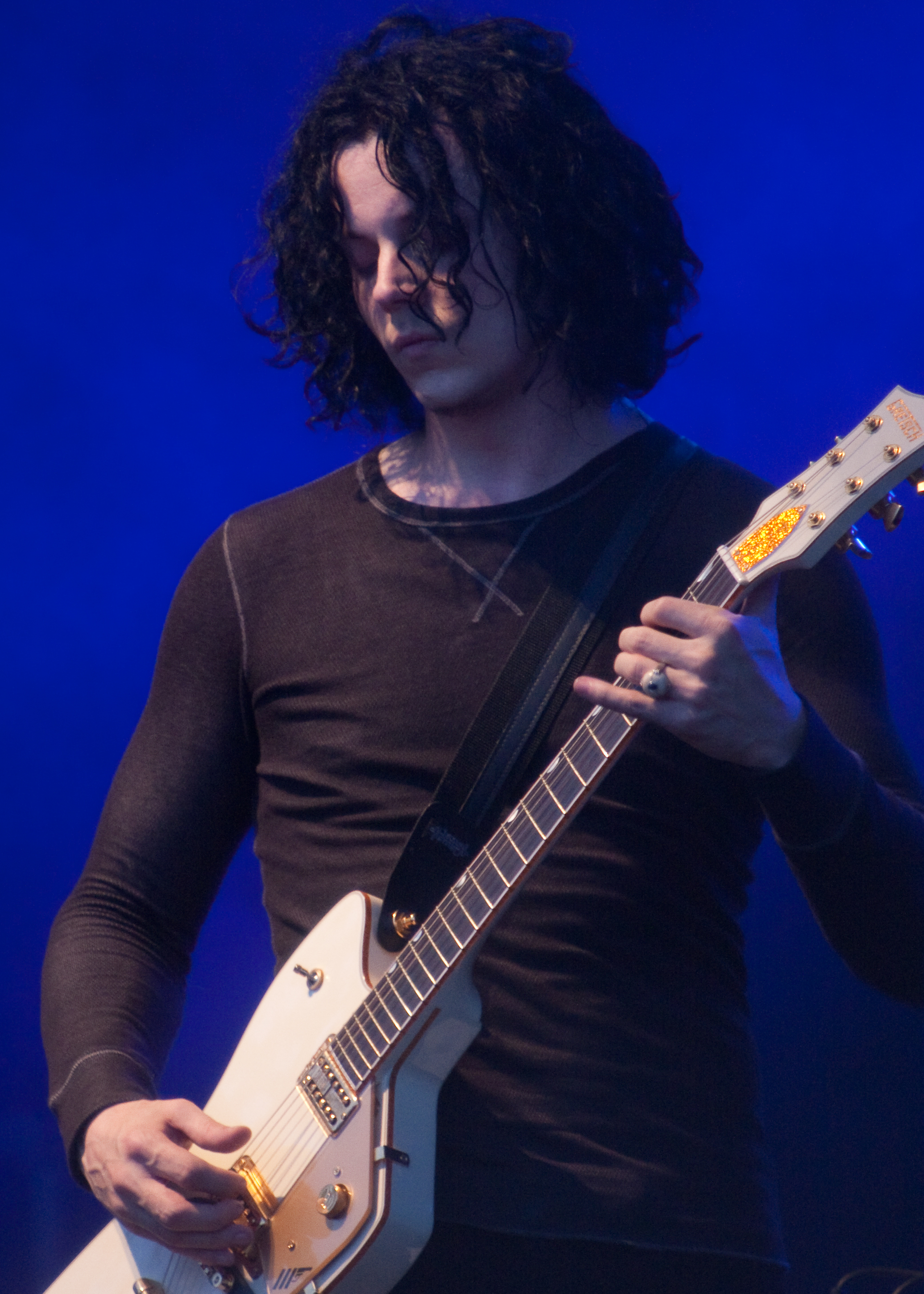
Jack White (2009)

Jack White (John Anthony Gillis; n. 9 iulie 1975), creditat adesea ca Jack White III, este un muzician american, producător muzical și, ocazional, actor. Este cel mai cunoscut drept chitaristul, pianistul și solistul vocal al trupei The White Stripes până la destrămarea acesteia din februarie 2011. 
A fost clasat pe locul 17 în lista "Celor mai buni 100 de chitariști ai tuturor timpurilor" stabilită de revista Rolling Stone. Succesul popular și critic al lui White cu The White Stripes i-a adus acestuia colaborări cu alți artiști renumiți cum ar fi Beck, The Rolling Stones, Jeff Beck, Alicia Keys, Bob Dylan, Electric Six și Loretta Lynn, căreia i-a produs, dar pe al cărei album din 2004, Van Lear Rose, a și cântat. În 2005, White a devenit membru fondator al formației rock The Raconteurs. În 2009 a devenit membru fondator și baterist al grupului The Dead Weather. A fost premiat cu titlul de "Nasville Music City Ambassador", acordat chiar de către primarul din Nashville, Karl Dean în 2011. 